# Sanuki
Sanuki (japanska: さぬき市?, Sanuki-shi) är en stad i Kagawa prefektur i Japan. Staden skapades 2002 genom en sammanslagning av kommunerna Shido, Tsuda, Nagao, Sangawa och Ōkawa. Stadens namn togs från den historiska provinsen Sanuki.